# Rome: Total War. Barbarian Invasion
Rome: Total War. Barbarian Invasion es un videojuego para PC, desarrollado por The Creative Assembly y distribuido por SEGA. Barbarian Invasion es la primera expansión del segundo título de la serie Total War, Rome: Total War, publicado en el año 2004. La campaña del juego arranca en el año 363 d. C. y permite al jugador recrear la caída del Imperio Romano, las invasiones de varias naciones nómadas en Europa y las tensiones religiosas que surgieron en la época.
El juego fue publicado inicialmente el 25 de septiembre de 2005 en Europa, el 27 de septiembre en Estados Unidos y el 28 de septiembre de 2006 en Japón. Fue relanzado para la plataforma de distribución digital Steam en agosto de 2007, junto con otros títulos de la serie Total War, incluyendo el original Rome: Total War y la primera expansión. Más adelante, Feral Interactive publicaría una versión del juego para iPad que saldría en marzo de 2017, mientras que la de iPhone fue publicada el 9 de mayo de 2019, y la de Android un mes más tarde, el 18 de junio de 2019.

## Trama
El juego tiene lugar 350 años después del final de los eventos de Rome: Total War. El senado, aunque aún existe, no tiene ningún poder real, ya que Roma se ha reorganizado en un imperio. Para el momento en que Barbarian Invasion comienza, el imperio está dividido en Oriente y Occidente y se encuentra muy debilitado por crisis internas. Las hordas de los Hunos han llegado a Europa y están listas para asediar a cualquier enclave que encuentre por su camino. Pero no son los únicos, varios otros pueblos nómadas europeos y asiáticos también se movilizan por el continente durante este periodo, añadiendo a la caótica situación dentro de Roma. Paralelamente a las invasiones bárbaras, en esta época también hubo conflictos religiosos surgidos con el auge del cristianismo.

## Juego
El estilo de juego en Rome: Total War. Barbarian Invasion, tanto de la nueva campaña como de las batallas, es similar a las del juego original. La nueva campaña trae consigo la posibilidad de jugar con 10 facciones nuevas (aunque en el juego existen más de 20, no todas son controlables por el jugador). Una nueva característica de la campaña es la aparición de facciones nuevas en fechas determinadas, luego de ciertos eventos o tras la rebelión de alguna ciudad. Algunas de las nuevas facciones, incluyendo algunas controlables por el usuario, tienen opción de ser nómadas. Las facciones nómadas pueden saquear ciudades sin ocuparlas, además de la contar con posibilidad de mantenerse activas sin necesidad de controlar más de una región. Estas tienen ejércitos que se llaman "de la horda", y están formados por la población del último enclave bajo el control de esa facción. Al conquistar un enclave con ellos se deshacen en población común. La única manera de eliminar a los nómadas es matar a todas las hordas de la facción o a todos los generales miembros de familia.
En Barbarian Invasion, la religión toma un rol importante por primera vez en el juego. Las religiones disponibles son Zoroastrismo, Cristianismo y Paganismo, y es posible construir templos en las regiones controladas para aumentar el número de creyentes.
La adición más importante hecha al sistema de batallas es la posibilidad de luchar batallas durante la noche, siempre y cuando el general o miembro de familia liderando al ejército en cuestión tenga el rasgo necesario. Además, ahora las unidades pueden nadar a través de cuerpos de agua que antes necesitaban puentes para cruzar. Esto afecta considerablemente la fatiga de los soldados, además de existir un riesgo que estos se ahoguen si intentan nadar cuando están agotados.
Los objetivos de victoria varían según la facción elegida, cambiando también así su nivel de dificultad.

## Las Facciones

Mapa de Europa en el año 450, donde se puede observar el Imperio romano, además de varias otras facciones presentes en el juego.

### Controlables por el jugador

#### Los Hunos
Los Hunos empiezan la partida sin ningún enclave, pero con muchas hordas. Están situados en la región del norte del Mar Negro. Normalmente saquean a los sármatas, a los godos y se asientan en Constantinopla o Campo Iaciga y atacan sin mucho éxito a los romanos. Los hunos ganan la partida con las siguientes condiciones:
- Capturando Constantinopla y Roma
- Controlando 15 regiones, incluyendo las anteriores

#### Los Vándalos
Los Vándalos empiezan cerca de la actual Polonia. Tienen varias similitudes con los hunos, pero empiezan con menores números. Tienen las siguientes condiciones de victoria:
- Capturar Cartago, Roma y Córdoba
- Controlar 15 regiones, incluyendo las anteriores

#### Los Sármatas
Los Sármatas están situados justo debajo de los vándalos. Los Sármatas solo tiene un enclave, pero normalmente los vándalos o los hunos saquean el enclave sármata al inicio del juego. Luego de esto convierten en hordas y atacan al Imperio Romano de Oriente. Normalmente invadiendo Constantinopla y Grecia. Sus condiciones de victoria son:
- Capturar Constantinopla y la actual de Austria
- Controlar 15 regiones, incluyendo las anteriores

#### Los Godos
Los Godos se sitúan en la actual Rumania. Estos también pueden convertirse en hordas. Normalmente son saqueados por los vándalos, se convierten en hordas y se mueven hacía Europa. Sus condiciones de victoria son:
- Capturar Constantinopla y Roma
- Controlar 15 regiones, incluyendo las anteriores

#### Los Francos
Los francos están localizados en el centro de la actual Alemania. Estos pueden convertirse en hordas. Es uno de los tres enclaves jugables que tiene que destruir a los otros antes que lo destruyan. Sus condiciones de victoria son:
- Capturar Bretaña, Burdeos y Arlés
- Controlar 15 regiones, incluyendo las anteriores

#### Los Sajones
Los sajones empiezan en la actual Dinamarca. Estos no pueden convertirse en hordas, cuando se queda sin enclaves, pierden. Es uno de los tres enclaves jugables que tiene que destruir a los otros antes que lo destruyan. Suelen ser atacados por sus vecinos y son destruidos, pero si resisten los ataques pueden convertirse en una poderosa facción. Sus condiciones son:
- Capturar Londinium, Eboracum y la actual Normandía
- Controlar 15 regiones, incluyendo las anteriores

#### Los Alamanes
Los alamanes están situados al norte de Suiza. Estos no pueden convertirse en hordas. Es uno de los tres enclaves jugables que tiene que destruir a los otros antes que lo destruyan. En contadas partidas se ha visto que llegan a conquistar toda Europa occidental, pero normalmente son destruidos al comienzo del juego. Sus condiciones son:
- Capturar la región Germania Superior, Roma y un poco de Austria.
- Controlar 15 regiones, incluyendo las anteriores

#### Imperio Sasánida
Los sasánidas, están situados por Mesopotamia, el Cáucaso y las regiones más occidentales de Irán. Normalmente hacen guerra contra el Imperio Romano de Oriente. Tienen el ejército más poderoso del juego, especialmente debido a sus unidades de caballería pesada. Si vencen a los romanos orientales se expanden mucho, llegando a conquistar Constantinopla. Es la única facción zoroastrísta. Sus condiciones de victoria son:
- Capturar Egipto, Jerusalén y Constantinopla.
- Controlar 20 regiones incluyendo las anteriores

#### Imperio Romano de Oriente
El Imperio Romano de Oriente tiene bajo su control Grecia, Constantinopla, Turquía, Judea, Líbano, Egipto y la mitad de Libia. Normalmente pierden sus enclaves europeos por las invasiones bárbaras y sus ciudades orientales ante el Imperio Sasánida. Cuándo una ciudad del imperio romano se rebela, se crea una facción llamada: Rebeldes del Imperio Romano de Oriente. Las condiciones de victoria del Imperio Romano de Oriente son:
- Mantener el control sobre Constantinopla y Egipto y capturar Roma.
- Controlar 15 regiones, incluyendo las anteriores

#### Imperio Romano de Occidente
El Imperio Romano de Occidente es el “antiguo imperio romano”. Pese a tener un ejército muy fuerte, son más débiles que el Imperio Romano de Oriente y son muy vulnerable a los ataques bárbaros. Cuándo una ciudad del imperio romano se rebela, se crea una facción llamada: Rebeldes del Imperio Romano de Occidente. Las condiciones de victoria del Imperio Romano de Occidente son:
- Mantener Roma y Cartago y conquistar Constantinopla.
- Controlar 34 regiones, incluyendo las anteriores

#### Rebeldes del Imperio Romano de Occidente
Son una facción rebelde que aparece cuando una ciudad del Imperio Romano de Occidente se rebela, son iguales que el Imperio Romano de Occidente, solo son manejables en la campaña desbloqueable. Sus condiciones de victoria son:
- Lograr la revuelta de campesinos ganando 15 batallas

### Otras facciones

#### Celtas
Los Celtas están situados en Escocia e Irlanda. Normalmente conquistan Bretaña, pero lentamente.

#### Burgundios
Los burgundios empiezan al norte de Polonia. Estos se pueden convertir en hordas. Normalmente se pelean contra los lombardos. Se suelen expandir por todo el norte de Europa, llegando a ser una de las facciones más poderosas.

#### Lombardos
Los lombardos están situados por el centro de Polonia. Estos se pueden convertir en hordas. Normalmente se pelean contra los burgundios y muchas veces son invadidos por ellos.

#### Bereberes
Los berberes están situados en el desierto del Sahara. Estos no se pueden convertir en hordas. Los bereberes normalmente atacan al Imperio Romano de Occidente para quedarse con el control de África del norte. En algunas partidas se los ha visto en la Mesopotamia e incluso se los vio cerca del mar Caspio.

#### Roxolanos
Los roxolanos comienzan por la actual Ucrania. Estos se pueden convertir en hordas. A veces, los hunos saquean a los roxolanos.

#### Britano-romanos
A través de un evento, los britano-romanos aparecen en Britania. Este evento se activa cuando los celtas u otra facción, conquistan Londinium. Los britano-romanos son muy inactivos y muy débiles. La facción está basada en la leyenda del Rey Arturo y el reino de Camelot.

#### Ostrogodos
Los ostrogodos aparecen cuando se activa un evento. Este evento se activa cuando una ciudad goda se rebela y, además de aparecer los rebeldes, aparecen los ostrogodos. Estos son iguales que los godos.

#### Eslavos
Aparecen en el año 409 D.c.. Estos aparecen en Rusia. Normalmente van a Francia o la villa goda.

#### Rebeldes del Imperio Romano de Oriente
Son una facción rebelde que aparece cuando una ciudad del Imperio Romano de Oriente se rebela, son iguales que el Imperio Romano de Oriente.

#### Rebeldes
Estos tienen los demás territorios que faltan. Es muy difícil de eliminarlos, pero no imposible. Cuando una ciudad se rebela, normalmente, los rebeldes ocupan el enclave rebelado. A veces, cuando pasa mucho tiempo, hay bandidos que aparecen en el mapa los cuales sabotean las carreteras, queman los campos y hacen que los ingresos de las facciones del jugador disminuyan.

#### Tutores
Marco:Vuelve a aparecer como tutor de cualquier facción Romana o cercana a Roma 
Will:Tutor nuevo que el jugador maneja si elige a facciones del desierto, ayuda en el campo de batalla
Victoria:vuelve a aparecer como compañera en el mapa de campaña pero no con facciones del desierto, cuando elijes una de las facciones romanas te dirá que tienes problemas porque están a punto de revelarse
Cobra:Tutora en el mapa de campaña si elige facciones del desierto
Jimmena:La tutora de las facciones bárbaras
Pilo:Tutor del campo de batalla, con las facciones bárbaras

## Batallas históricas
A diferencias de otras versiones del juego, Barbarian Invasions solo cuenta con dos batallas históricas jugables, la Batalla de los Campos Cataláunicos y la Batalla del Monte Badon.

## Versiones
El juego fue inicialmente lanzado en Europa el 27 de septiembre de 2005, mientras que en América del Norte el juego fue puesto a la venta dos días después. El lanzamiento en Japón tuvo lugar un año después, el 28 de septiembre de 2006.
En febrero de 2006, SEGA lanzó Rome: Total War. Gold Edition, el cual es un paquete que incluye el juego original junto con la expansión Barbarian Invasion. En 2007, con el lanzamiento de Medieval II: Total War, el juego fue relanzado en la plataforma de distribución digital Steam para el mercado de América del Norte y del Sur. Steam también comenzó a ofrecer un paquete llamado Rome: Total War. Complete, que incluye Rome: Total War, Barbarian Invasion y la segunda expansión del juego, Alexander, por un precio reducido. En esa fecha también se hicieron disponibles por separado la versión Gold y las expansiones cada una por separado.

## Recepción
Rome: Total War. Barbarian Invasion fue bien recibido tanto por la crítica como por los fanes de la serie. GameSpot elogió a la expansión en general, indicando que hacía de Rome: Total War una experiencia más "satisfactoria" y convertía al juego en un reto más desafiante. IGN también calificó al juego en forma positiva, resaltando a la considerable cantidad de adiciones, aunque hizo notar que las facciones bárbaras eran muy similares entre sí y el juego cometía algunos errores históricos. Meristation, por su parte, dio al juego una calificación de 8 sobre 10, resaltando el hecho que estaba totalmente doblado y traducido al castellano y que no traía el sistema de protección StarForce. También resaltó positivamente las adiciones, aunque criticó su elevado precio para ser una expansión.
El juego recibió calificaciones de 82 sobre 100 en los agregadores de análisis Metacritic y Gamerankings.